# 가태 (남송)
가태(嘉泰, 1201년 ~ 1204년)는 남송 영종(寧宗) 조확(趙擴)의 두번째 연호이다. 4년 가량 사용하였다.
《주역》(周易)의 건(乾)에서 『亨者，嘉之會也。』와 태(泰)에서 『天地交，泰。』 를 한 글자씩 따서 만든 연호이다.

## 개원
- 경원(慶元) 6년 12월 21일[2](율리우스력 1201년 1월 27일)에 연호를 가태(嘉泰)로 정하고, 다음 해 1월 1일[3](율리우스력 1201년 2월 5일)에 개원함.[4][5][6][7]

- 가태(嘉泰) 4년 12월 11일[8](율리우스력 1205년 1월 2일)에 연호를 개희(開禧)로 정하고, 다음 해 1월 1일[9](율리우스력 1205년 1월 22일)에 개원함.[10][11][6][7]

## 연대 대조표
| 가태 | 서기 (西紀) | 간지 (干支) | 금나라 연호     | 서하 연호      |
| 원년 | 1201년      | 신유 (辛酉) | 태화(泰和) 원년 | 천경(天慶) 8년 |
| 2년  | 1202년      | 임술 (壬戌) | 태화 2년        | 천경 9년       |
| 3년  | 1203년      | 계해 (癸亥) | 태화 3년        | 천경 10년      |
| 4년  | 1204년      | 갑자 (甲子) | 태화 4년        | 천경 11년      |

## 동시대 연호

### 중국
금(金)
- 태화(泰和) (1201년 ~ 1209년)

서하(西夏)
- 천경(天慶) (1194년 ~ 1206년)

대리국(大理國)
- 봉력(鳳曆) (1200년 ~ 1203년?)
- 원수(元壽) (1203년? ~ 1204년)

서요(西遼)
- 천희(天禧) (1177년 ~ 1211년)

### 베트남
- 티엔뜨자투이(天資嘉瑞) (1186년 ~ 1202년)
- 티엔자바오흐우(天嘉寶祐) (1202년 ~ 1205년)

### 일본
- 쇼지(正治) (1199년 ~ 1201년)
- 겐닌(建仁) (1201년 ~ 1204년)
- 겐큐(元久) (1204년 ~ 1206년)

## 같이 보기
- 다른 왕조의 같은 연호
  - 후 레 왕조(後黎朝) 자타이(嘉泰, 1573년 ~ 1577년)

- 중국의 연호 목록